# Daru (madár)

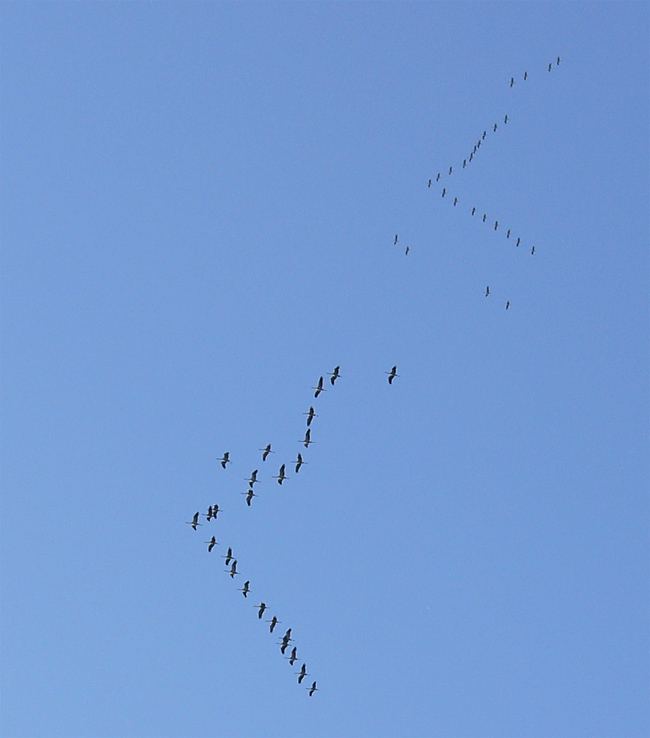
Vonulás

A daru, közönséges daru vagy szürke daru (Grus grus) a madarak osztályának a darualakúak (Gruiformes) rendjébe, azon belül a darufélék (Gruidae) családjába tartozó faj.
Tágabb értelemben „darunak” nevezik a darufélék családján belül a daruformák (Gruinae) valamennyi faját. (Lásd: Grus, Bugeranus és Anthropoides nemek!) Szócikkünkben „daru” alatt a közönséges darut értjük.

## Elterjedése
Eurázsia erdős, sztyeppés, vizes területein honos, telelni Afrika északi és Ázsia déli részére vonul. Csapatban repülnek és jellegzetes V alakú formációt vesznek fel. Az elöl repülő madár hamarabb elfárad, ezért változtatják a helyüket a csoportban.

## Megjelenése
Testhossza 110–120 centiméter, szárnyfesztávolsága 190–220 centiméter, azaz a szárnyát akár 2 méternél is szélesebbre tudja kieterjeszteni. Testtömege 4500–6000 gramm. Alapszíne palaszürke. Közelről a fejtető piros színe is látható.

## Életmódja
Költőterületén füvet, növényi hajtásokat, rovarokat, néha halakat, kisebb emlősöket és madárfiókákat eszik. Vonulásakor kultúrnövények termésével és magvakkal táplálkozik, tavasszal és nyáron inkább rovarokat fogyaszt. Télen nagy csapatokba verődik. Várható élettartalma 20 év.

## Szaporodása
Költőhelyként zavartalan helyet keres nádasokban, mocsarakban, vizes erdei tájakon, vagy lakatlan pusztákon. A kakas jellegzetes tánccal és hangokkal udvarol a tojónak. Sikeres nász esetén a fészküket növényi anyagokból, lehetőleg víz által védett helyre készítik. Fészekaljuk két tojásból áll, amelyeken mindkét szülő felváltva 28-30 napig kotlik. A fiókák néhány nap múlva elhagyják a fészket, de a vonulás idejéig a szülők még gondoskodnak róluk. A fiatal madarak hároméves korukra válnak ivaréretté.

## Kárpát-medencei előfordulása
Magyarországon rendszeres átvonuló, nagyobb számban jelenik meg a Hortobágyon, Kardoskúton és a Montág-pusztán. Időszaki fészkelése előfordul, de nem jelentős, illetve kétes.
Hazai fészkelését, majd fiókanevelését hosszú idő után 2015 nyarán a Marcal-medencében, Adorjánháza és Nagypirit térségében észlelték először, igazolt, dokumentált módon. 2019-ben ismét látható egy pár két fiókával.[forrás?]

## Védettsége
A faj szerepel a Természetvédelmi Világszövetség Vörös Listáján, de még mint nem veszélyeztetett. Európában sebezhető fajként tartják nyilván, Magyarországon védett, természetvédelmi értéke 50 000 Ft.

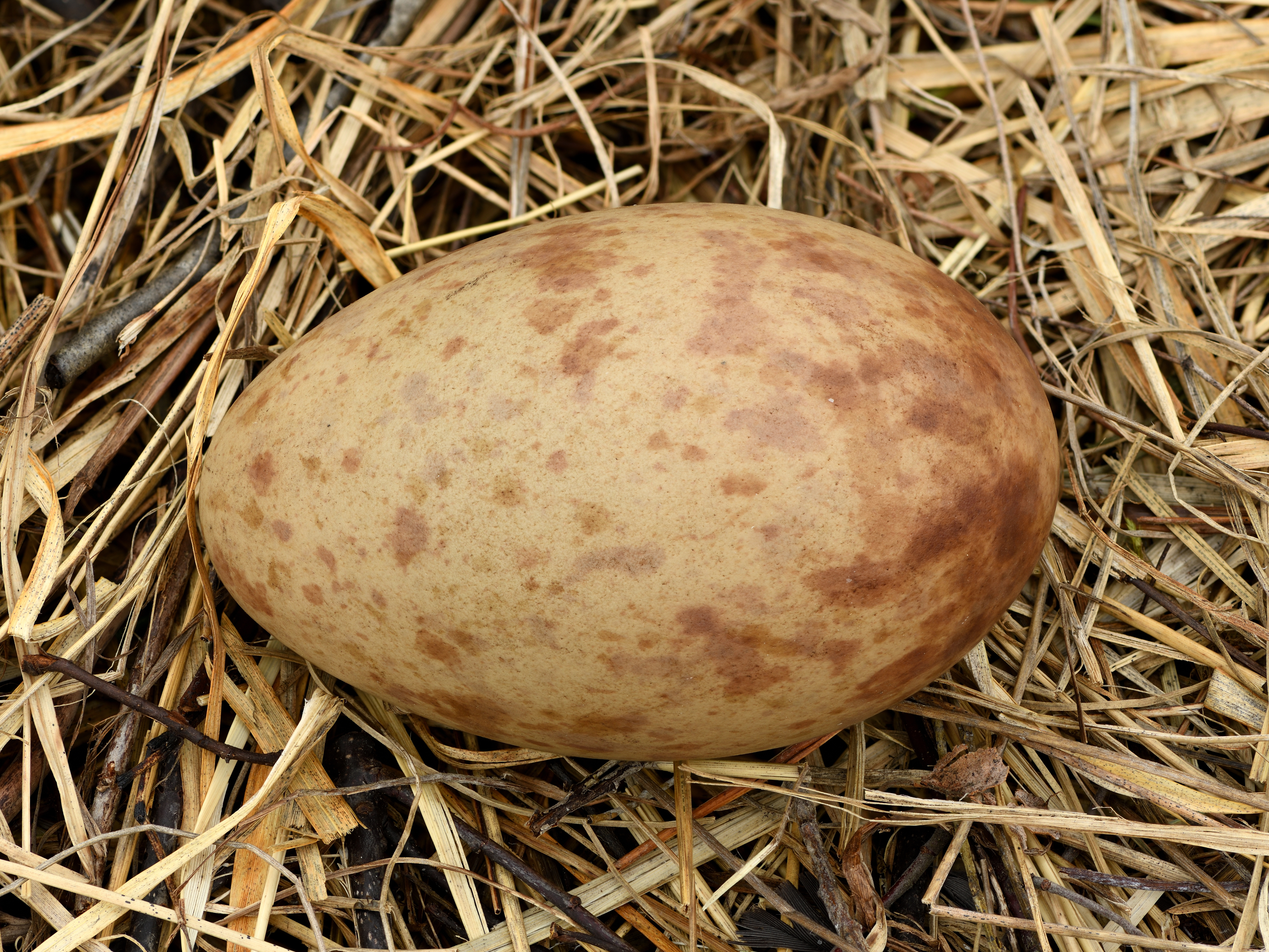
Tojás

## Kultúra

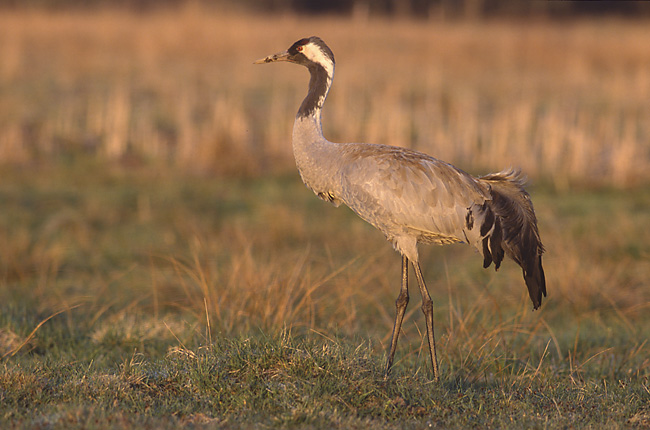

### Távol-Kelet
Megjelenik az origami papírhajtogatási művészetben: Japánban többek között daruval (curu) várják az új évet. Az „1000 hajtogatott daru” a hajtogatás közben elképzelt kívánság beteljesülését jelenti. A japán mitológiában az 1000 évig élő daru a becsület, a hűség és a béke jelképe. Ez a fenséges madár egy életre választ magának párt, utódait pedig mindkét szülő nagy gonddal neveli, nem meglepő hát, hogy a családi értékek szimbólumává emelték. A japánok úgy tartják, aki megházasodás előtt hajtogat 1000 papírdarut, békés és boldog házaséletre számíthat.
A daru a taoista halhatatlanok szent madara. Felettébb szerencsés előjelnek számít. A legenda szerint, úgy 800 évvel ezelőtt, egy taoista szerzetes szemtanúja volt egy daru és egy kígyó közötti harcnak. Ez a különös küzdelem ihlette meg a szerzetest, és ennek hatására kidolgozta a tajcsicsuan elnevezésű harcművészetet.
A daru a kínai mitológiában a fényesség ősprincípiumával, a yanggal áll kapcsolatban. A daru a tűz és a fém szubsztanciájával táplálkozik, ezért 7. életévében ún. „kisebb változások” mennek végbe rajta, 16. évében pedig „nagyobb változások”. A változások majd csak a 160. életévében fejeződnek be, ekkor a daru teste fehér lesz és tiszta, kiáltása felhatol az égbe. Különösen hosszúéletűnek tartják. A fehér daru ezeréves korában kékké változik, és újabb ezer év múltán feketévé. Úgy vélték, hogy a fehér darvak a tánc mesterei, a feketék pedig rendkívül érzékenyek a zenére. A legendákban ritkán találkozni sárga vagy vörös daruval is. A kínai piktúrában gyakran ábrázolják együtt a szintén a hosszú élet szimbólumának számító fenyővel. Az időszámítás kezdetétől fogva úgy tartották, hogy a halhatatlanok daruháton (főként fehér darun) járnak, repülnek az égbe. Ezért a darut gyakorta a „halhatatlanok darva”-ként nevezik.

### Európa

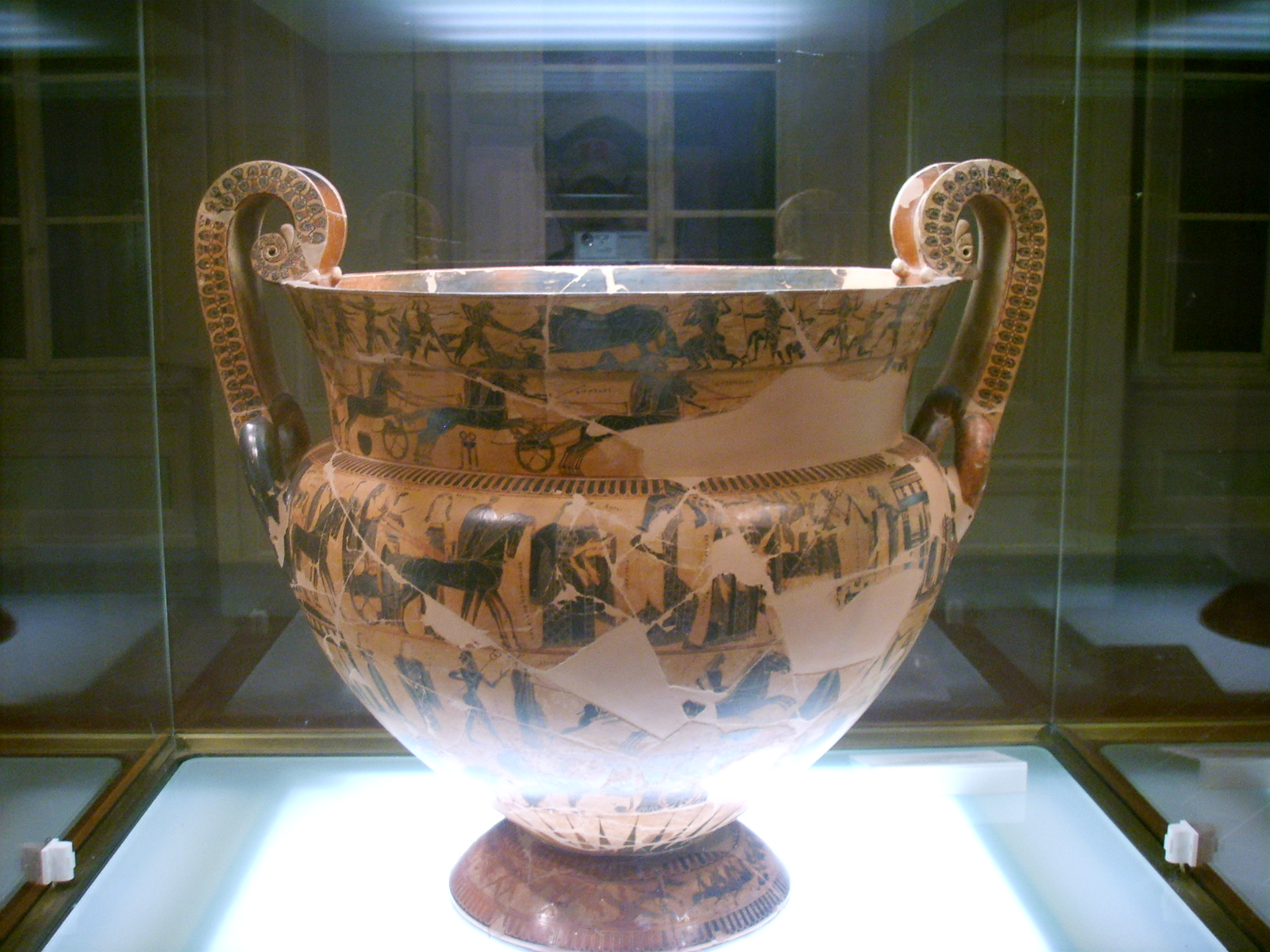
A François-váza. Talpán törpe pigmeusok és darvak csatája látható

- A híres legenda szerint Ibükosz, ókori görög költő rablógyilkosság áldozata lett, s a gaztettet darvak leplezték le.
- A történetet Schiller Die Kraniche des Ibykus c. balladájában meséli el.
- Törökországban az egyik legkedveltebb tánc: "darutánc" – a daru mozdulatait, szárnycsapásait szimbolizáló páros tánc.
- Csillagképet is neveztek el a daruról: ez a Daru csillagkép.
- A németországi Kransberg címerében is szerepel.

#### Magyarország
A daru a magyarság egyik megbecsült ősi vadmadara. Magyarország területét az ősi időktől kb. 1900-ig a földön lakó 14 darufaj közül két daru: a szürke daru (Grus grus) és a pártás daru (Anthropoides virgo) lakta. A szürke daru átlagosan 115 cm magas, a pártás daru 95 cm. Azonban a pártás daru már a múlt században is nagyon ritka volt a Kárpát-medencében.
- Ott találjuk a Tiszaeszlár-Bashalomban talált 10. századi ezüst karperecen ötosztatú tulipánt őrizve.
- A koronázási palást szegélyén pártás daruk vannak egy központi ötosztatú tulipán két oldalán, a korongok közti mezőben. Ilyen formában találjuk IV. Béla XIII. századi címerében.
- Párosával, őrmadárként, hosszú nyakú formában ott látjuk a XIII. és XIV. századi magyar pénzeken, Károly Róbert dénárján egy életfa két oldalán, bár rövidített lábakkal.
- A daru a hűség heraldikai madara. Kedvelt ábrázolásmódja kővel a kezében, melynek jelentése, hogy a repülő darucsapat vezérmadara mindig egy követ tart, hogyha véletlen elalszik, a zajra felriadjon. Egy ilyen ábrázolás látható a Zirci apátság templomhomlokzatán.
- Makó város címere álló, csücsköstalpú vágott pajzs. A pajzsfő kék, a pajzstalp zöld. A pajzsfő 7:8, a pajzstalp 1:8 rész. A címerben a kék mező középvonalán aranyszínű latin kereszt látható, mely a pajzstalp közepén elhelyezett, nyitott, háromágú, aranyszínű koronából nő ki. A keresztre jobbról balra, felül félkört formázva zöld kígyó tekergőzik. A kígyó fejével a jobb oldalon aláhajolva az ezüst holdsarlóra sziszeg. A kereszt tetején ezüstszínű, jobbra néző holló ül. A bal alsó részen jobbra tekintő ezüstszínű darumadár áll. Előtte két zöld, ívelt szárú gyékényszál látható. A kígyó nyelve, valamint a madarak lába és csőre vörös. A címerpajzson lévő bibliai rézkígyó előképe Krisztus megváltó keresztjének, bajelhárító jelkép-motívum, a pogányság feletti győzelem szimbóluma. A hanyatló holdsarló a pogányság feletti győzelmet, a töröktől való megszabadulást jelképezi. A kereszt tetején a hírvivést jelentő holló, tövénél Makó város környékének egykori vízivilágára utaló gyékényszál mellett az éberséget kifejező darumadár áll. Lásd még a Makó címere szócikket.
- Tompa város címere csücsköstalpú pajzs, ezüstsávval jobbharánt vágott. A bal pajzsfő vörös mező, benne karcsú, széttartó 3 arany búzakalász. Mindkét oldalon egy-egy megtört lefelé, kifelé ívelő levéllel.

A jobb pajzsfő kék mező. A csücsökben vízszintes zöld talajból kinövő balra fordult ekeszarvú és vonórudú kétszarvú arany eke. Az eke szarván jobb felemelt lába karmai között követ tartó, nyakát felfelé feszítő ezüst, figyelmező, őrző daru.
A címer vörös mezejében szereplő búzakalászok egyértelműen utalnak a község alföldi fekvésére és az ősi mezőgazdasági alapú gazdaságra. Jobboldalt a zöld talajból kinövő aranyeke megerősíti az előbb említett szimbolikát, de már jelzi a fejlődő kisebb mérvű iparosodást.
A figyelmező, őrködő daru az éberséget, óvó gondoskodást szimbolizálja. A település határában régen – megmaradt nevek jelzése alapján – őshonos költőmadár volt. A történelem során határszéli településsé vált községnek ez a figyelő, óvó szerepe felerősödött.
- Daruszentmiklós csücsköstalpú címerpajzsán hármashalmon álló daru, kereszt és búzakéve látható.
- Püspökladány címeréül szintén a darvat választotta.
- Budapest XXII. kerülete is címerállatnak választotta a darvat. A két pajzsból összetett címer első, jobb oldali pajzsa: Jobbra dőlt háromszögű pajzs ezüst és feketével balharánt osztott mezejében, az ezüst részben jobbra fordult, természethű daru felemelt jobbjában követ tart, a pajzs bal oldalán a fekete mezőben arany balharánt pólya. A második, bal oldali pajzs: Balra dőlt kerektalpú pajzs kék mezejében zöld pajzstalp, ebből jobboldalt ezüst, hatlevelű, karóra felfutó szőlőtő egy szőlővel, baloldalt jobbra fordult, ezüst venyigekés lebeg. Külső dísz: A pajzsok felett a pajzs sarkait érintve a Szent Korona, két oldalt alulról egymást keresztező zöld babérkoszorú övezi.
- Nagyrábé községben található Győrfi Sándor szobrászművész második világháborús emlékműve a Sárrét egykor jellegzetes madarával, a daruval.
- Magyar településnevekben is előfordul: Darvas, Darufalva (Draßburg), Daruvár , Daruszentmiklós.
- A Herendi Porcelánmanufaktúra egyik legismertebb mintája a Rothschild-minta, amely nevét a legendás gazdagságú, hírneves bankárcsaládról kapta. Színpompás tollazatú, egzotikus madarak paradicsommadarak, pávák, fajdok, kacsák, darvak és kakasok naturalisztikusan megfestett képeivel a kínaiak és japánok is szívesen díszítették porcelánjaikat.

### Költészetben, irodalomban
Balassi Bálint a darvakkal üzen távoli kedvesének Negyvennegyedik A darvaknak szól című költeményében:
| A darvaknak szól Balassi Bálint Mindennap jó reggel ezen repültök el szóldogálván, darvaim! Reátok néztemben hullnak keservemben szemeimből könnyeim, Hogy szép szerelmesem jut eszembe nekem, megújulnak kínjaim. … Sok háborúimban, bujdosó voltomban, midőn darvakat látnék Szép renden repülni s afelé hajlani, hol szép Julia laknék, El-fel fohászkodván s utánuk kiáltván, tőlük én így üzenék. |

Arany János: Egy daru, ék csúcsán, a falka vezére.
Petőfi Sándor szerint: Vándor daruid V betűje szállt.
Tompa hozzáadja a hangot, s tegyük hozzá, a kellemes hangulat keltése érdekében, az Alföldi képek-ben: Átvonuló daru egyet-egyet krúgat.
Sőt a daru hangjáról más költő (Szakáll Lajos) még azt is mondja:
Magasan repül a daru, szépen szól.
Szép Ernő így ír a Tüneményben:
A darvak, óh, azok a nemes darvak, akiket lesek keresek mindétig a Hortobágyon, akik jobban elbújnak az ember elől mint a grófnék.
Mikor az idén lejöttem, hallottam hogy hetven-nyolcvan darut látni némely nap erre meg arra. De idáig nem sikerült az idén se látnom a darut. Most azt mondják a Kosföld végibe húzódtak a darvak, mert kezdik a tollújokat hullatni, s ilyenkor betegesen óvatosak. Ha szekér közeledik, vagy arra vonul a legelő gulya, ménes, rögtön továbblebegnek. Gyöngén repülnek a hiányos tollazat miatt, azért féltik úgy magukat. Az embert a legmesszebbről megérzik, és ők puskásan sejtik az embert.
Én nem bántanám, én tisztelni szeretném őket messziről.
Szép magyar igét ejtett Szabó Géza ménesmester úr, hogy a darura fordult a beszéd. Azt mondta hogy: most «verzik» a daru. A verzés a madarak tollhullajtását jelenti. Nem tudom honnan ered a szó; talán onnan hogy a madár veri magáról a tollúját? Mert például a daru maga rángatja ki a szárnytollait (és szét is szaggatja, úgy szórja szerte… hogy a nyomába ne essenek a vadászok).
Óh, darvak, darvak, elvisz az Idő benneteket, akár a szél a leverzett tollaitokat.
Gárdonyi Géza ezt írja róluk: (Mai csodák)
A levegő ősszel tele van utazó madárral: a darvak, vadludak, a vadkacsák, fürjek, pacsirták mind utazók olyankor. Az erős öregek vezetik őket. Azok tudják az utat, jobban tudják. mint akármelyik ember: Olaszországot hosszában repülik át. A sík vidékek fölött a magasba szállanak, hogy valamelyik vadász meg ne lője őket, a néptelen hegyes vidékeken alacsonyabban szállanak és le is ereszkednek pihenni.
…
Szegény madarak nem érzik jól magukat Afrikában. A mi hazánk az ő hazájuk is. A gólya szomorúan áll a Nílus meg a Kongó vize partján és Magyarországra gondol. A fecske is búslakodva üldögél a pálmafákon és a magyarországi fészkéről álmodozik. Mert ott nem rak ám fészket egyik madarunk se. Ott csak gubbaszkodnak, szomorkodnak szegények. Várják a tavaszt. Akkor megint csoportokba szegődnek, ahogy elmentek. Mindenik egyenesen a maga falujába, fészkébe száll. Ahogy a madár az emlékezetében tartja a maga faluját, éppen úgy ismeri az embereket is. Lehet, hogy ott Afrikában beszélgetnek is egymás között rólunk.

### Magyar néprajz
- A moldvai csángóknál ismert játék volt a daruzás.

Daru, daru, elkötöm az útadot
Síppal, dobbal, tizenkét tekenő kaláccsal.
A vers elmondása után egy botot bedugnak a földbe, s a darvak akkor nem tudnak tovább repülni, hanem egy helyben keringenek a levegőben. Ha a botot kihúzzák a földből, és a vers sorait visszafelé mondják, akkor a darvak továbbrepülhetnek. Ez a vadászmágia körébe tartozó varázsvers sámántevékenykedés maradványa.
- Figyelemreméltó a vogul (manysi) darumaszk és a magyar gólyamaszk hasonlatossága. A darumaszkot fából faragott csőrrel alakítják. A csőr alsó része zsinórral mozgatható. A darut alakító játékos eltakarja magát, a darufejet egy boton a feje előtt tartja. Játék közben a csőrrel csattogtat.

#### Darutartás, darutoll
A 16. századtól írásos emlékeink vannak a szelíd darvak tartásáról, a nemesi udvarházak darvait gondozó darvászokról. A parasztudvarokban még a századforduló idején is tartottak szelíd darut.
1827-ben a bajomi református pap azt írta a Sárrétről: „sehol az ember madaraknak annyi sokaságát egy rakáson nem látja, mint a Sárrét költőhelyein. Soha olyan sipításokat, lármát nem hall, mint az olyan madarak csinálnak akkor, de soha annyi tojásokat egy rakáson nem találhat, úgy, hogy a pákászok három csónakkal voltak a rétben és mind a hármat, amint csak bírhatta, tojásokkal rakták tele”. Messze földön híre volt a Sárrét madárvilágának. 1786-ban II. József császár udvara azzal a kéréssel fordult a Sárréti városokhoz, hogy a császári állatkert számára küldjenek „mindenféle nagyságú és különb-különbféle színű vadkacsákat, buvárokat, fejérgólyákat, darvakat, túzokokat, vadludakat, lilliket, mindenféle gémeket, gödényeket, kárókatonákat, szajkókat és más egyéb különös szárnyasokat”. Régen jóravaló úri házaknál háziállat volt a daru. Karcagon a Nagy Takarék udvarán egy szelíd darufalka élt. A darvakat megszelídítve a házaknál nevelték, mégpedig a rétben fogott darufiókákból. Az 1554. évi egri összeírás szerint Magyarszálláson húsz szelíd daru volt. Ezt a falut darvászok és pákászok lakták.
Régen egy valamire való legény darutoll nélkül a lábát sem tette ki a kapun. A sárréti vásárokon a darvásztól lehetett venni darutollat egy-két köböl búza áráért, de a legények azt sem tudták melyiket válasszák, mert egyik szebb volt, mint a másik. Mégis inkább a ringósabb, fehér, göndör, bal oldalas volt a darutollak netovábbja. Azonban a cseléd embernek darutoll nem dukált. Neki be kellett érnie a kakastollal.

## Mai daruábrázolások és daru-szimbólumok
- Illyés Gyula: Mint a darvak (emlékezések, rajzok) 1942
- Mihail Kalatozov 1957-ben készült remekműve: Szállnak a darvak (szovjet filmdráma).
- Csingiz Ajtmatov: Korai darvak (kisregény).
- Darvak szerelmese (Der Kranichmann) színes német tévéfilm, 90 perc, 2002 rendező: Michael Karen.
- Békés Pál: Darvak (regény) 1979.
- Hvang Szunvon: Darvak (novella) 1953.
- Szabó T. Anna: Senki madara (novella)